# Empidonax hammondii
Az Empidonax hammondii a madarak (Aves) osztályának a verébalakúak (Passeriformes) rendjébe és a királygébicsfélék (Tyrannidae) családjába tartozó faj.

## Rendszerezése
A fajt Xántus János magyar természettudós írta le 1858-ban, a Tyrannula nembe Tyrannula hammondii néven. Tudományos faji nevét William A. Hammond tiszteletére kapta.

## Előfordulása
Kanada és az Amerikai Egyesült Államok területén fészkel, telelni Mexikón keresztül Közép-Amerikába, Guatemala, Honduras, Nicaragua, Panama és Salvador területére vonul. 
Természetes élőhelyei az északi tűlevelű erdők, mérsékelt övi erdők, szubtrópusi és trópusi hegyi esőerdők, valamint cserjések. Vonuló faj.

## Megjelenése
Testhossza 12-14  centiméter, testtömege 8-12 gramm.

## Életmódja
Rovarokkal táplálkozik.

## Természetvédelmi helyzete
Az elterjedési területe rendkívül nagy, egyedszáma pedig növekvő. A Természetvédelmi Világszövetség Vörös listáján nem fenyegetett fajként szerepel.